# Hans Heinrich Schaeder
Pour les articles homonymes, voir Hans Heinrich (homonymie).
Hans Heinrich Schaeder (né le 31 janvier 1896 à Göttingen et mort le 13 mars 1957 à Göttingen) est un orientaliste allemand, iranologue et historien des religions,.
Hans Heinrich Schaeder est le fils du théologien luthérien-évangélique Erich Schaeder. Il est le frère d'Hildegard Schaeder  et un cousin du théologien et islamologue Günter Lüling. Il fait une carrière de professeur à l'université de Königsberg, à l'université de Leipzig, à l'université de Berlin et à celle de Göttingen. Il a eu notamment comme étudiant Wilhelm Eilers. Il s'est intéressé spécialement au manichéisme.

## Quelques publications
- Avec Richard Reitzenstein: Studien zum antiken Synkretismus, 1926
- Urform und Fortbildungen des manichäischen Systems, 1927
- Iranische Beiträge, Halle, 1930.
- Über einige altpersische Inschriften, Berlin, 1930.
- Über die Inschrift des Ariaramnes, Berlin, 1931.
- Iranica: 1. Das Auge des Königs; 2 vol., Berlin, 1934.
- Der Manichäismus und spätantike Religion, in « Zeitschrift für Missionskunde und Religionswissenschaft », Jahrgang 50, 3, 1934.
- Beiträge zur iran. Sprachgeschichte, in « Ungarisches Jahrbuch », vol. 15, 1935.
- Gott und in der Mensch Verkündung Zarathustras, in « Corolla (Festschrift L. Curtius) », Stuttgart, 1937.
- Die Religionen des alten Iran, en collaboration avec H.S. Nyberg, Leipzig, 1938.
- Das Persische Weltreich, Breslau, 1941.
- Der Iranische Zeitgott und sein Mythus, in « Der Deutschen Zeitschrift Morgenländischen Gesellschaft », vol. 95, 1941.
- Firdosi und die Deutschen, conférence prononcée pour le millénaire de la naissance de Firdosi, in « Zeitschrift der Deutschen Gesellschaft Morgenländischen », vol. 12, part. 2 (vol. 88) Leipzig, 1943.
- Die Kultur des Vorderen Orients, 2 vol., Francfort, 1973.